# Cannabis en la República Checa

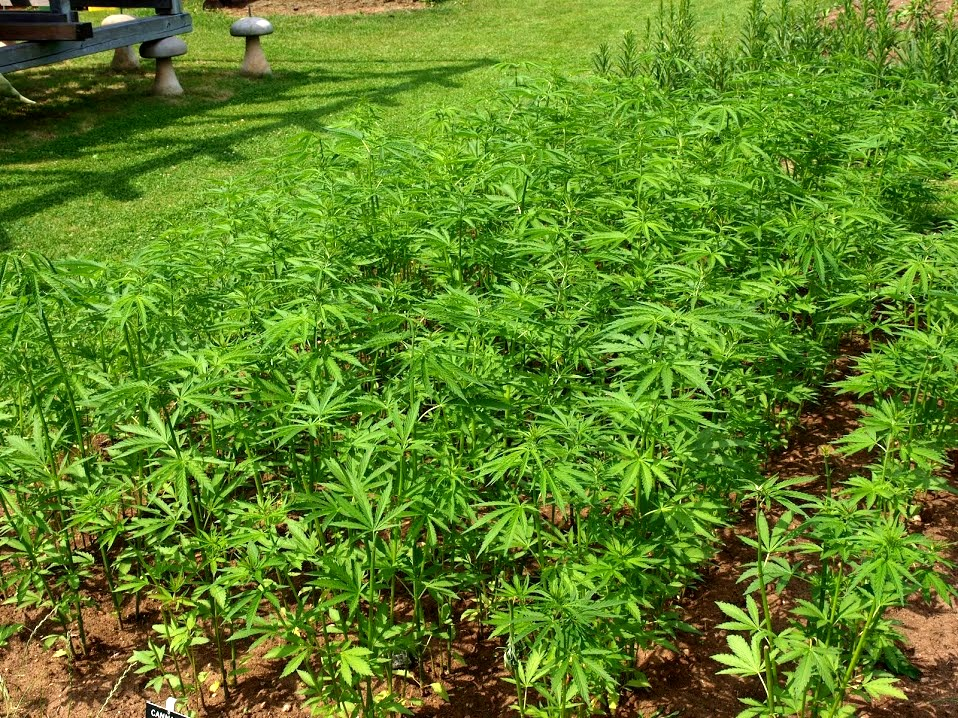
Plantas de cannabis

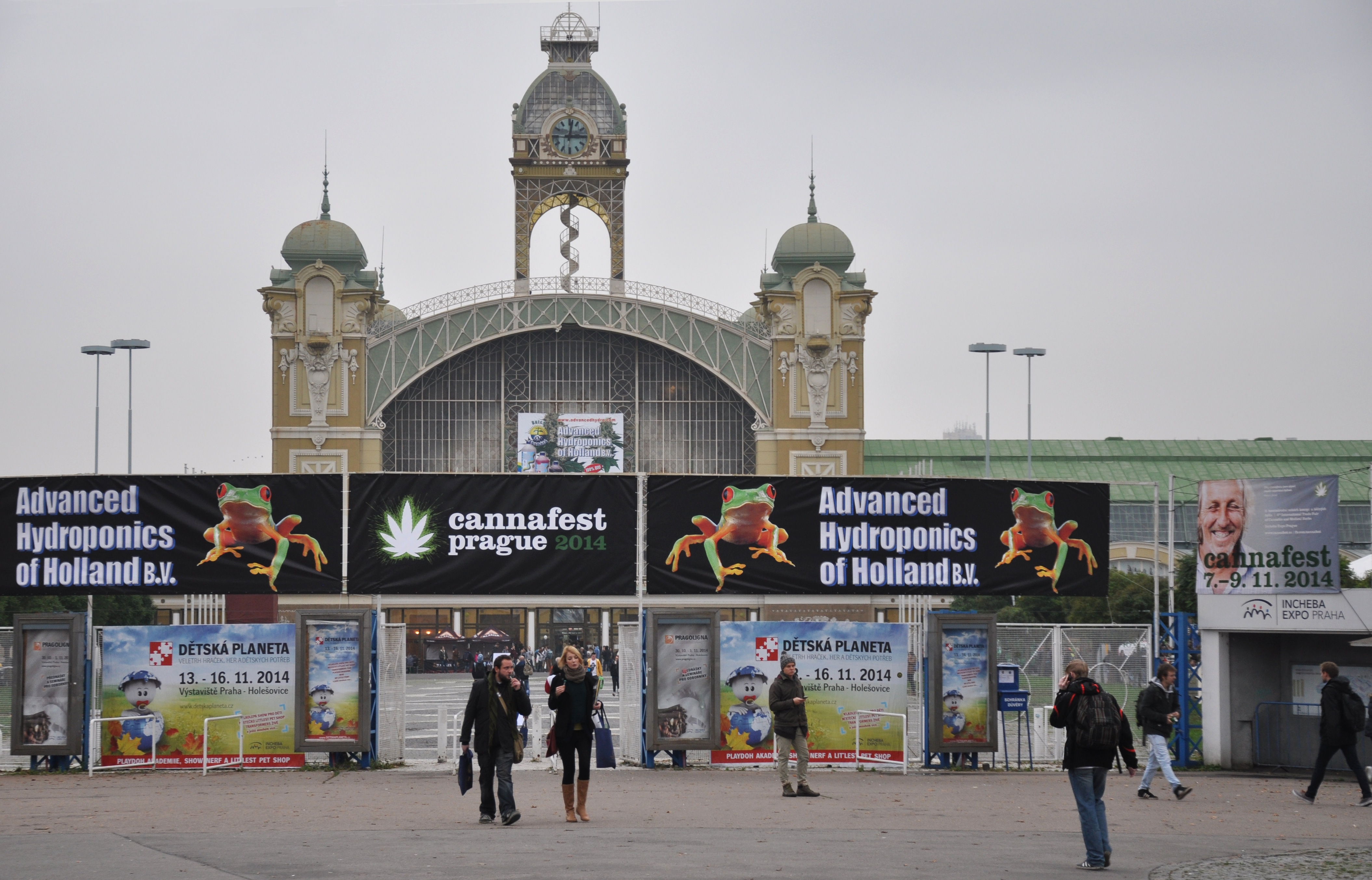
Cannafest de Praga, 2014

El cannabis en la República Checa es ilegal para uso recreacional, pero la posesión personal ha sido legalizada desde el primero de enero de 2010, y el uso médico ha sido permitido desde el primero de abril de 2013.

## Despenalización
La posesión superior a 10 gramos de cannabis para uso personal o el cultivo de más de 5 plantas, es considerado una ofensa civil bajo las leyes promulgadas en 2010 (por un decreto de no-incriminación, 467/2009 Coll.). En convicción, se puede penalizar con una multa de hasta 15,000CZK (Equivalente a aproximadamente 631USD), aunque estas multas suelen ser mucho más bajas. El cannabis puede ser fácilmente conseguido en conciertos y bares. Sin embargo, el cannabis sigue siendo ilegal, y la posesión de mayores cantidades, puede conllevar a una pena de un año de prisión. El tráfico es una ofensa criminal, con una pena mínima de dos años y máxima de 18 años, aunque las sentencias mayores a diez años solo se imponen en casos extremos. Una sentencia suspendida u otro castigo alternativo se suele imponer en el caso de tráfico menor que no genera un ingreso significante. 

## Cannabis médico
Un proyecto de ley que permite que el cannabis sea legalmente disponible bajo prescripción médica en las farmacias, fue aceptado por la Cámara de Diputados de la República Checa en 7 de diciembre de 2012, con 126 votos a favor de la legalización y 7 en contra (27 no votaron y 46 no estuvieron presentes). El Senado de la República Checa aprobó el proyecto el 30 de enero de 2013. Del total de 81 senadores, 67 votaron por su legalización y 2 votaron en contra (5 se abstuvieron y 7 estuvieron ausentes). El proyecto también establecía que solo el cannabis importado podría venderse en el primer año "para asegurar estándares". Después, las ventas podrían expandirse para incluir producción doméstica y registrada que es estrictamente monitoreada.
La ley entró en vigor el 1 de abril de 2013, y desde entonces, el uso médico de cannabis ha sido legal y regulado en la República Checa. La ley permite 180 gramos de material seco al mes, mientras sea prescrito por médicos especializados, y puede ser obtenida usando un prescripción en formulario electrónico .

## Planes de legalización de venta y cultivo
El 8 de septiembre de 2022, el coordinador Nacional Antidrogas de República Checa, Jindřich Vobořil dijo en una entrevista al ČTK que se está preparando una ley sobre la venta y compra de marihuana. Antes de la introducción de un mercado regulado, los cultivadores de marihuana necesitarían una licencia y la ley especificaría claramente a quién podrían proveer su producto.
“Me gustaría que la ley entrara en vigor a más tardar en enero de 2024. Esa es una ambición mía. [...] La marihuana no estará en todos los quioscos. La cantidad de marihuana que la gente podría comprar sería limitada y se podría exigir a los compradores que se registren en el estado." dijo Vobořil.